# Tsutomu Shibayama
Tsutomu Shibayama (芝山 努?, Shibayama Tsutomu; Taitō, 9 marzo 1941) è un regista, sceneggiatore e animatore giapponese.

## Biografia
Dopo essersi laureato presso l'Università Meiji, Shibayama viene assunto a lavorare presso la Toei Doga nel 1963. Due anni dopo debutta come regista nella serie Obake no Q-tarō.
Nel 1966 lascia la Toei Doga per fondare uno studio di animazione proprio, la A Pro., successivamente ribattezzata Shin-Ei Doga. Il primo lavoro della Sin-Ei è Pa-man che va avanti sino al 1968.
Nel 1979, Shibayama dirige il primo episodio della popolare serie televisiva Doraemon basato sul manga di Fujiko Fujio. In seguito, dal 1983 al 2004, il regista si occuperà anche della regia dei film d'animazione legati a Doraemon.

## Filmografia

### Regista

#### Lungometraggi
- Makoto-chan (1980)
- 21 emon: uchū e irasshai! (1981)
- Doraemon: Nobita no kaitei kigan-jō (1983)
- Pro yakyû wo 10 bai tanoshiku miru hôhô (animation director, 1983)
- Doraemon: Nobita no makai daibōken (1984)
- Doraemon: Nobita no little Star Wars (1985)
- Doraemon: Nobita to tetsujin heidan (1986)
- Doraemon: Nobita to ryū no kishi (1987)
- Doraemon: Nobita no parallel Saiyūki (1988)
- Doraemon: Nobita no Nippon tanjō (1989)
- Doraemon: Nobita to animal planet (1990)
- Chibi Maruko-chan: Ôno-kun to Sugiyama-kun (1990)
- Doraemon - The movie: Le mille e una notte (1991)
- Doraemon - The movie: Il Regno delle Nuvole (1992)
- Chibi Maruko-chan: Watashi no suki-na uta (1992)
- Doraemon: Nobita to buriki no labyrinth (1993)
- Doraemon: Nobita to mugen san-kenshi (1994)
- Doraemon: Nobita no sōsei nikki (1995)
- Doraemon: Nobita to ginga express (1996)
- Doraemon: Nobita no neji maki shitī bōken-ki (1997)
- Doraemon: Nobita no nankai daibōken (1998)
- Doraemon: Nobita no uchū hyōryūki (1999)
- Doraemon: Nobita no taiyō ō densetsu (2000)
- Doraemon: Nobita to tsubasa no yūsha-tachi (2001)
- Doraemon: Nobita to Robot Kingdom (2002)
- Doraemon: Nobita to fushigi kaze tsukai (2003)
- Doraemon: Nobita no wan-nyan jikūden (2004)

#### Serie televisive
- Doraemon (episodio 1, 1979)
- Ransie la strega (6 episodi, 1982-1983)
- Ranma ½ (18 episodi, 1989)

#### OAV
- Licca-chan to Yamaneko Hoshi no Tabi (1994)